# Bristol Bagshot
Bristol Bagshot, còn gọi là Type 95, là một mẫu thử máy bay tiêm kích vũ trang hạng nặng của Anh trong thập niên 1920, do hãng Bristol Aeroplane Company chế tạo.

## Tính năng kỹ chiến thuật
Đặc điểm tổng quát
- Kíp lái: 2
- Chiều dài: 44 ft 11 in (13,69 m)
- Sải cánh: 70 ft 0 in (21,34 m)
- Chiều cao: 9 ft 6 in (2,89 m)
- Diện tích cánh: 840 ft2 (78,04 m2)
- Trọng lượng rỗng: 5.100 lb (2.313 kg)
- Trọng lượng có tải: 8.195 lb (3.717 kg)
- Động cơ: 2 × Bristol Jupiter VI, 450 hp (336 kW) mỗi chiếc

Hiệu suất bay
- Vận tốc cực đại: 125 mph (201 km/h)

Vũ khí trang bị
- 2 × pháo 37 mm (1.46 in) Coventry Ordnance Works
- 2 x súng máy Lewis.303